# Jorge Bava
Jorge Rodrigo Bava (Montevideo, 2 agosto 1981) è un allenatore di calcio ed ex calciatore uruguaiano, di ruolo portiere, tecnico del Santa Fe.

## Palmarès

### Giocatore

#### Competizioni nazionali
- Campionato uruguaiano: 3

Nacional: 2002, 2005, 2005-2006
- Campionato paraguaiano: 1

Libertad: 2007

### Allenatore

#### Competizioni nazionali
- Campionato uruguaiano: 1

Liverpool Montevideo: 2023
- Campionato colombiano: 1

Santa Fe: 2025-I